# Bernalite
La bernalite (simbolo IMA: Bnl) è un minerale molto raro del supergruppo della perovskite, all'interno del quale viene collocato nel gruppo delle perovskiti non stechiometriche e da lì al sottogruppo della söhngeite; appartiene alla classe minerale degli "ossidi e idrossidi". La sua composizione chimica è Fe(OH)3 ed è quindi, da un punto di vista chimico, un idrossido ferrico.

## Etimologia e storia
L'attuale campione tipo della bernalite è stato recuperato nel 1920 da R.T. Slee dalla "Proprietary Mine" di Broken Hill, nel Nuovo Galles del Sud, in Australia. Slee inviò i reperti al mineralogista australiano Frank Stillwell per l'identificazione. Stillwell lo riconobbe come arsenopirite, circondata da scorodite. Il reperto è stato poi conservato a lungo presso l'Istituto di Mineralogia dell'Università di Melbourne. Nel 1990, tutti i reperti sono stati trasferiti al Museum of Victoria di Melbourne, dove sono stati riesaminati. La bernalite è stata scientificamente identificata e descritta nel 1993 da William D. Birch, Allan Pring, Armin Reller, Helmut W. Schmalle, che hanno chiamato il minerale in onore del mineralogista britannico John Desmond Bernal (1901-1971) per omaggiarlo dei suoi contributi nel campo della cristallochimica degli ossidi e idrossidi di ferro.

## Classificazione
La classica nona edizione della sistematica dei minerali di Strunz, aggiornata dall'Associazione Mineralogica Internazionale (IMA) fino al 2009, elenca la bernalite nella classe "4. Ossidi (idrossidi, V[5,6] vanadati, arseniti, antimoniti, bismutiti, solfiti, seleniti, telluriti, iodati)" e da lì nella sottoclasse "4.F Idrossidi (senza V od U)"; questa viene ulteriormente suddivisa in base alla struttura del minerale, in modo che la bernalite possa essere trovata nella sezione "4.FC Idrossidi con OH, senza H2O; ottaedri che condividono un vertice" dove insieme a dzhalindite e söhngeite forma il sistema nº 4.FC.05.
Tale classificazione viene mantenuta anche nell'edizione successiva, proseguita dal database "mindat.org" e chiamata Classificazione Strunz-mindat.
Nella Sistematica dei lapis (Lapis-Systematik) di Stefan Weiß la bernalite si trova nella classe degli "ossidi" e nella sottoclasse degli "idrossidi e idrati ossidici (ossidi contenenti acqua con struttura stratificata)", dove forma il sistema nº IV/F.15 insieme a dzhalindite e söhngeite.
Anche nella classificazione dei minerali secondo Dana, usata principalmente nel mondo anglosassone, la bernalite è nella famiglia degli "ossidi e idrossidi" dove si trova nella classe degli "idrossidi e ossidi contenenti idrossidi" e nella sottoclasse degli "idrossidi e ossidi contenenti idrossidi con gruppi (OH)3 o (OH)6", dove forma il sistema nº 06.03.05 insieme a dzhalindite e söhngeite.

## Abito cristallino
La bernalite cristallizza nel sistema ortorombico nel gruppo spaziale Pmmn (gruppo nº 59) con i parametri del reticolo a = 7,544 Å, b = 7,560 Å e c = 7,558 Å così come 8 unità di formula per cella unitaria.

## Proprietà
Il minerale contiene tracce di biossido di silicio, monossido di piombo, monossido di stagno e anidride carbonica.
La bernalite è altamente solubile in acidi.

## Origine e giacitura
La bernalite viene spesso trovata in combinazione con la goethite (idrossido ferrico) e la coronadite (ossido di piombo-manganese). La bernalite può essere trovata presso la Proprietary Mine a Broken Hill, nel Nuovo Galles del Sud in Australia. Inoltre, ci sono tre siti in Germania (due nel Baden-Württemberg e uno in Sassonia) e un sito in Italia in provincia di Genova nella Miniera di Liboia.

## Forma in cui si presenta in natura
Si presenta in aggregati informi di microcristalli grigi o di colore verde scuro, di forma ortorombica. Il colore del suo striscio è verde mela.